# نورالدین پیرمؤذن
نورالدین پیرمؤذن (زادهٔ ۱۳۳۷) نمایندهٔ در مجالس ششم و هفتم و عضو کمیسیون بهداشت و درمان مجلس بود.
وی پیش از این استاد دانشگاه و ریاست بخش جراحی بیمارستان مدرس تهران، معاون آموزشی دانشکده مدرس تهران، معاون آموزشی دانشکده پزشکی شهید بهشتی، معاون آموزشی دانشکده علوم پزشکی تبریز، ریاست دانشگاه علوم پزشکی، قائم‌مقام وزیر بهداشت در استان بوده‌است.
او در انتخابات مجلس هشتم رد صلاحیت شد. وی در حال حاضر فوق تخصص جراحی توراکس در آمریکا است.
پیرموذن بعد از رد صلاحیت از سوی شورای نگهبان در روز ۲۰ اسفند مصاحبه‌ای جنجالی با صدای آمریکا انجام داد و طی آن نسبت به بسیاری از مسائل داخل کشور انتقاد کرد؛ مصاحبه او با صدای آمریکا واکنش های مختلفی را به همراه داشت.
وی با سازمان بهداشت جهانی همکاری می‌کند و در فروردین ۱۳۹۹ در مصاحبه با شبکه ایران اینترنشنال از همکاری خود با سازمان بهداشت جهانی خبر داد.

## پیونده به بیرون
نورالدین پیرمؤذن در اینستاگرام